# TVR Grantura
Premier modèle TVR construit en masse, la TVR Grantura possède une genèse singulière. Son origine tient à une commande passée à TVR par un Américain du New Hampshire, Ray Saidel. Ce dernier demande à Trevor Wilkinson de lui construire un châssis de voiture de sport motorisée par un Coventry Climax 4 cylindres et qui sera commercialisée aux États-Unis.
Wilkinson dessine donc en 1955 un châssis tubulaire qu’il dote d’une suspension à quatre roues indépendantes. En réalité, il s'aide d'une Volkswagen Coccinelle, dont il prend le train avant à barres de torsion pour l’installer à l’avant et à l’arrière de la voiture. Les freins et les roues sont également empruntés à l’Allemande. Ancêtre de la TVR Grantura, ce coupé, qui reçoit sa carrosserie outre-Atlantique, est baptisé Jomar (d’après les prénoms des enfants de Saidel, JOhn et MARgaret).
C’est de ce châssis que dérivent en 1957 les premiers « Coupés » TVR (pré-Grantura), des voitures sportives construites à six exemplaires, dont trois roadsters. À la différence des Jomar, elles sont équipées de freins Girling et de roues Dunlop. Les moteurs sont des Coventry Climax accolés à une boîte de vitesses de MG A. 
La TVR Grantura proprement dite est présentée en 1958. Elle est construite sur le châssis tubulaire de la Jomar, dont la caractéristique est une suspension particulièrement raide, peu adaptée à un usage routier. La voiture reçoit plusieurs moteurs au choix : Coventry Climax FWE de 1,2 litre avec boîte de MGA (il peut être gonflé par un kit de niveau 2 et même 3), Ford 105E de 1,2 litre équipé ou non d’un compresseur Shorrock, BMC B-Series 1,5 litre de la MGA, etc. De nombreux éléments sont empruntés à des modèles de série : différentiel BMC Série B, boîtier de direction Ford, pare-brise de Ford Consul.
Le design de la carrosserie en polyester de la Grantura n’est pas sa qualité première. Même si elle évoluera, cette forme curieuse demeurera la base des TVR jusqu’aux années 70. Il faut dire que l’exercice de style n’est pas favorisé par l’empattement très court de la voiture et ses porte-à-faux réduits au strict minimum (la voiture ne dépasse pas 3,50 mètres), d’où un profil râblé et un surprenant croupion. La Grantura se singularise encore par sa lunette arrière panoramique en Perspex (plastique transparent) et sa poupe fastback fermée — la roue de secours n’étant accessible que de l’intérieur ! L’étroitesse des portes rend également l’accès à bord plutôt délicat. 

## Grantura Mk I (1958) - (1960)
La TVR Grantura Mk I est la 1re gamme de modèles construite par TVR, de 1958 à 1960. La Mk I sera produite en 100 exemplaires.
Plusieurs autres motorisations étaient disponibles :
- Ford 105E 4 cyl. en ligne de 997 cm³
- Coventry Climax 4 cyl. en ligne de 1098 cm³
- Ford Sidevalve 4 cyl. en ligne de 1172 cm³
- BMC B-Series 4 cyl. en ligne de 1489 cm³
- BMC B-Series 4 cyl. en ligne de 1588 cm³

## Grantura Mk II (1960) - (1961)
La TVR Grantura Mk II est l'évolution de la Mk I. Elle fut construite par TVR, de 1960 à 1961. La Mk II sera produite en 400 exemplaires incluant la Mk IIA construite en même temps.
Plusieurs autres motorisations étaient disponibles :
- Ford 105E 4 cyl. en ligne de 997 cm³
- Ford Classic 109E 4 cyl. en ligne de 1340 cm³
- BMC B-Series 4 cyl. en ligne de 1489 cm³
- BMC B-Series 4 cyl. en ligne de 1588 cm³
- BMC B-Series 4 cyl. en ligne de 1622 cm³

### Grantura Mk IIA
La Grantura Mk IIA est une évolution du modèle original Mk II qui se manifeste par de meilleures performances avec un moteur BMC B-Series 4 cyl. en ligne de 1622 cm³ développant 94 chevaux et 159 N m de couple grâce à l'ajout de 2 carburateurs SU. Cette puissance lui permet d'atteindre une vitesse maximale de 183 km/h et de passer de 0 à 100 km/h en 9,6 s.

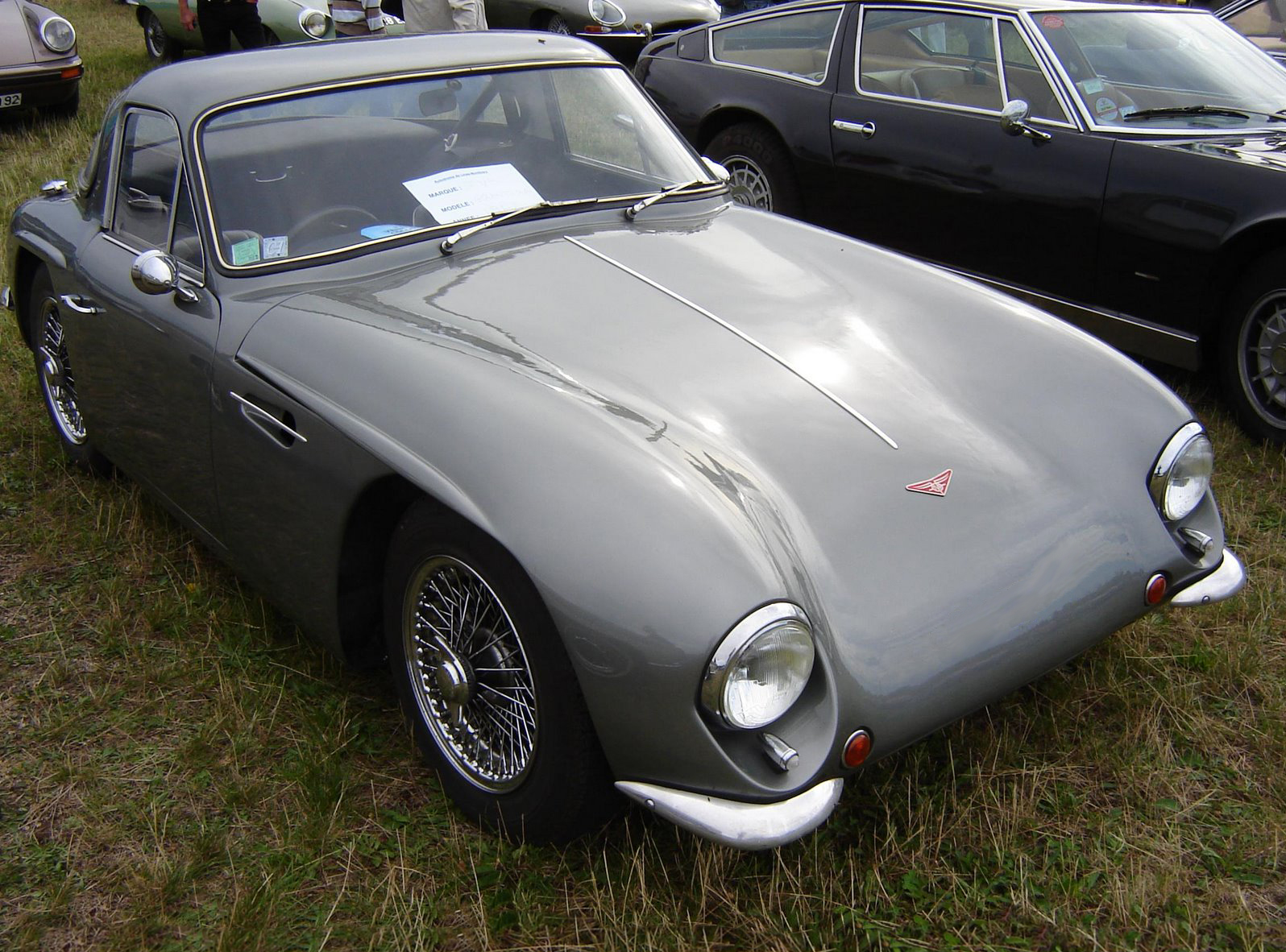
TVR Grantura Mk IIA à Montlhéry

## Grantura Mk III (1962) - (1964)
La TVR Grantura Mk III est l'évolution de la Mk II. Elle fut construite par TVR, de 1962 à 1964. La Mk III sera produite en 90 exemplaires.
Plusieurs autres motorisations étaient disponibles :
- Coventry Climax 4 cyl. en ligne de 1216 cm³
- Ford Classic 109E 4 cyl. en ligne de 1340 cm³
- BMC B-Series 4 cyl. en ligne de 1622 cm³

## Grantura Mk IV (1966) - (1967)
La TVR Grantura Mk IV est l'évolution de la Mk III, également la dernière. Elle fut construite par TVR, de 1966 à 1967. La Mk IV sera produite en 78 exemplaires.